# Polistes albocalcaratus
Polistes albocalcaratus är en getingart som beskrevs av François du Buysson 1905. Polistes albocalcaratus ingår i släktet pappersgetingar, och familjen getingar. Inga underarter finns listade i Catalogue of Life.